# ابوالعلاء
ابوالعلاء کنیه‌ای مذکر و لقبی در زبان عربی است و کنیه یا لقب افراد زیر است:
- ابوالعلاء معری
- ابوالعلاء شیرازی
- صاعد بن محمد
- ابوالعلای شوشتری
- حافظ ابوالعلاء